# Товарищество химических заводов П. К. Ушкова и Ко
Товарищество химических заводов П. К. Ушкова и Ко — одно из крупнейших объединений химических предприятий дореволюционной России. Штаб-квартира компании располагалась в Москве.

## История

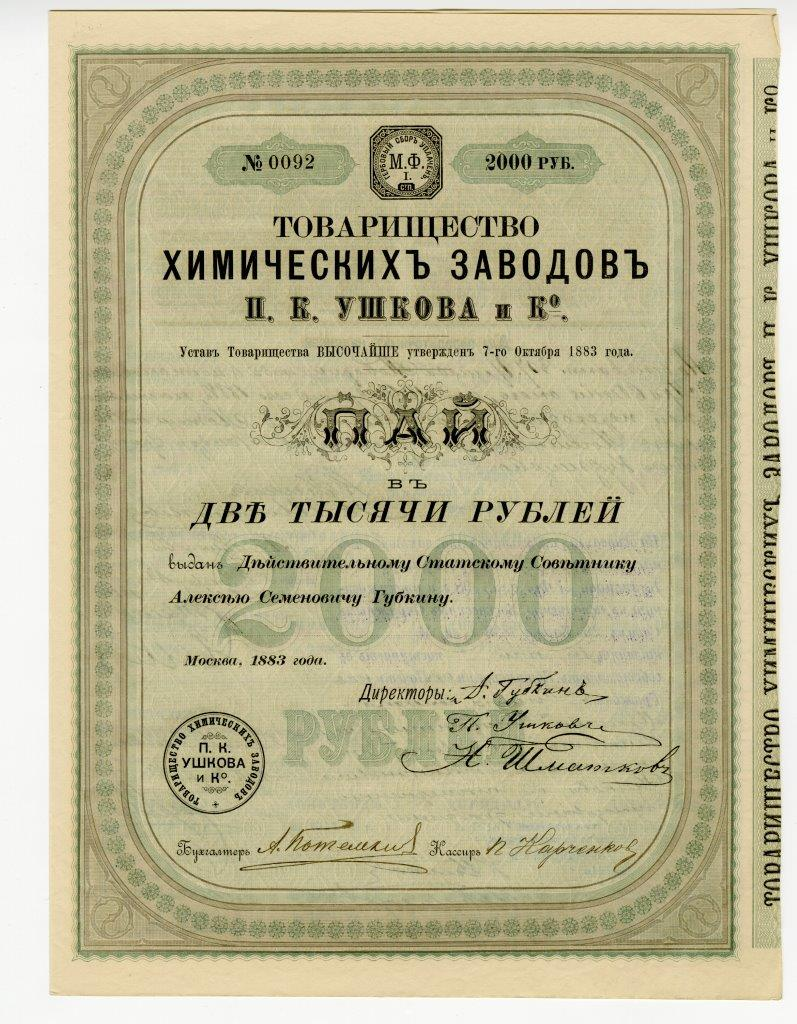
Пай именной в 2 тыс. руб. Товарищества химических заводов П. К. Ушкова и К^{о}. Москва, 1883 г.

В 1850 г. русским предпринимателем Капитоном Яковлевичем Ушковым в Бондюге (ныне в составе Менделеевска) и Новом Кокшане Елабужского уезда Вятской губернии были основаны предприятия по производству калиевого хромпика, остро необходимого российской мануфактурной промышленности.
В 1883 г. сын К. Я. Ушкова, Петр Капитонович, считающийся одним из пионеров отечественной химической промышленности, на базе этих предприятий учредил «Товарищество химических заводов П. К. Ушкова и Ко». Компаньоном Петра Ушкова выступил его младший брат Константин Капитонович, впоследствии получивший известность как член Товарищества по учреждению Московского художественного театра и первый пайщик театра.
Кроме химических предприятий в Вятской, Казанской и Самарской губерниях, компании Ушковых владела меловым заводом в Симбирской губернии, кирпичным и гончарным заводами в Вятской губернии, а также собственным флотом, доставлявшим готовую продукцию в Москву, Нижний Новгород, Казань, Ярославль, Пермь и др. крупные города империи. Вплоть до национализации в результате событий 1917 г. заводы и фабрики Товарищества Ушкова являлись крупнейшим объединением химических предприятий дореволюционной России.